# 1953 no desporto

## Eventos
- 29 de maio - O apicultor neozelandês Edmund Hillary e o sherpa Tenzing Norgay chegam ao cume do Monte Everest.

## Automobilismo
- 2 de agosto - Alberto Ascari conquista o bicampeonato mundial de Fórmula 1 com duas provas de antecedência. Na fase inicial do GP da Alemanha, um problema na roda e uma falha no motor fez com que Ascari abandonasse a prova, porém a Ferrari resolveu chamar Luigi Villoresi para os boxes para substituí-lo; Ascari então concluiu a prova com o carro do colega e terminou-a em 8º lugar (não pontuou) e comemorou, porque o inglês Mike Hawthorn (vice-líder) e que precisava da vitória, não conseguiu-a e terminou-a em 3º lugar.[1]

## Futebol
- Fundação do Expresso São Carlos Esporte Clube em São Carlos.
- 4 de julho - O Vasco vence o São Paulo pelo Torneio Octogonal Rivadavia Corrêa Meyer, torneio intercontinental predecessor do atual Mundial de Clubes e sucessor da Copa Rio (internacional), que reunia os melhores times da América do Sul e da Europa.
- 27 de julho - O Corinthians sagra-se campeão da Pequena Taça do Mundo (torneio intercontinental predecessor do atual Mundial de Clubes e que reunia os melhores times da América do Sul e da Europa) com dois jogos de antecedência.[2]
- 28 de novembro - O Ferroviário torna-se Campeão do Centenário ao conquistar o Campeonato Paranaense de Futebol de 1953 pela sexta vez.

### Campeões de 1953
Entre seleções
- Campeonato Sul-Americano - Paraguai

Internacional
- Torneio Octogonal Rivadávia Corrêa Meyer - Vasco da Gama
- Pequena Taça do Mundo I - Millonarios
- Pequena Taça do Mundo II - Corinthians

Europa (temporada 1952-53)
- Espanha - Barcelona
- França - Stade de Reims
- Inglaterra - Arsenal
- Itália - Internazionale
- Portugal - Sporting

América do Sul
- Argentina - River Plate
- Uruguai - Peñarol

Brasil (campeonatos regionais)
- Torneio Rio-SP - Corinthians
- Rio de Janeiro - Flamengo
- São Paulo - São Paulo

## Nascimentos
| Data            | Nome                      | Profissão                      | Nacionalidade                         | Observações | Ref    |
| --------------- | ------------------------- | ------------------------------ | ------------------------------------- | ----------- | ------ |
| 6 de janeiro    | Manfred Kaltz             | futebolista                    | Alemanha (atual) · Alemanha Ocidental |             |        |
| 23 de janeiro   | Washington                | futebolista                    | Brasil                                | m. 2010     | [ 3 ]  |
| 2 de fevereiro  | Vladimir Kovalev          | patinador artístico            | Rússia (atual) · União Soviética      |             |        |
| 14 de fevereiro | Hans Krankl               | futebolista                    | Áustria                               |             |        |
| 19 de fevereiro | Attilio Bettega           | piloto de ralis                | Itália                                | m. 1985     | [ 4 ]  |
| 23 de fevereiro | Satoru Nakajima           | piloto de automobilismo        | Japão                                 |             |        |
| 28 de fevereiro | Ingo Hoffmann             | piloto de automobilismo        | Brasil                                |             |        |
| 3 de março      | Zico                      | futebolista                    | Brasil                                |             |        |
| 11 de março     | Derek Daly                | piloto de Fórmula 1            | Irlanda                               |             |        |
| 11 de março     | László Bölöni             | jogador e treinador de futebol | Romênia                               |             |        |
| 6 de abril      | Janet Lynn                | patinadora artística           | Estados Unidos                        |             |        |
| 11 de abril     | Lyubov Burda              | ginasta                        | Rússia (atual) · União Soviética      |             |        |
| 19 de abril     | Sara Simeoni              | atleta, saltadora em altura    | Itália                                |             |        |
| 6 de maio       | Graeme Souness            | jogador e treinador de futebol | Escócia                               |             |        |
| 22 de maio      | Bum-Kun Cha               | jogador e treinador de futebol | Coreia do Sul                         |             |        |
| 25 de maio      | Daniel Passarella         | jogador e treinador de futebol | Argentina                             |             |        |
| 25 de maio      | Gaetano Scirea            | futebolista                    | Itália                                | m. 1989     | [ 5 ]  |
| 23 de junho     | Filbert Bayi              | atleta, meio-fundista          | Tanzânia (atual) · Tanganica          |             |        |
| 22 de julho     | René Vandereycken         | futebolista                    | Bélgica                               |             |        |
| 26 de julho     | Felix Magath              | futebolista                    | Alemanha (atual) · Alemanha Ocidental |             |        |
| 3 de agosto     | Shéu Han                  | futebolista                    | Portugal                              |             |        |
| 8 de agosto     | Nigel Mansell             | piloto de Fórmula 1            | Reino Unido                           |             |        |
| 11 de agosto    | Hulk Hogan                | wrestler                       | Estados Unidos                        |             |        |
| 13 de agosto    | Carla Bodendorf           | atleta, velocista              | Alemanha (atual) · Alemanha Oriental  |             |        |
| 31 de agosto    | Miguel Angel Guerra       | piloto de Fórmula 1            | Argentina                             |             |        |
| 8 de setembro   | Stu Ungar                 | jogador de pôquer              | Estados Unidos                        | m. 1998     | [ 6 ]  |
| 20 de setembro  | Józef Młynarczyk          | futebolista                    | Polónia                               |             |        |
| 27 de setembro  | Claudio Gentile           | futebolista                    | Itália                                |             |        |
| 1 de outubro    | Grete Waitz               | atleta, fundista               | Noruega                               | m. 2011     | [ 7 ]  |
| 13 de outubro   | Joaquim Sousa Santos      | ciclista                       | Portugal                              | m. 2012     | [ 8 ]  |
| 16 de outubro   | Paulo Roberto Falcão      | futebolista                    | Brasil                                |             |        |
| 4 de novembro   | Jacques-Joseph Villeneuve | automobilista                  | Canadá                                |             |        |
| 13 de novembro  | Charles Tickner           | patinador artístico            | Estados Unidos                        |             |        |
| 14 de novembro  | Igor Bobrin               | patinador artístico            | Rússia (atual) · União Soviética      |             |        |
| 14 de novembro  | Keith Alexander           | futebolista                    | Inglaterra                            | m. 2010     | [ 9 ]  |
| 26 de novembro  | Desiré Wilson             | ex-piloto de corridas          | África do Sul                         |             |        |
| 28 de novembro  | Nadezhda Olizarenko       | atleta, meio-fundista          | Ucrânia (atual) · União Soviética     | m. 2017     | [ 10 ] |
| 4 de dezembro   | Jean-Marie Pfaff          | futebolista                    | Bélgica                               |             |        |
| 8 de dezembro   | Władysław Kozakiewicz     | atleta, saltador com vara      | Polónia                               |             |        |
| 11 de dezembro  | Peter Rwamuhanda          | atleta, barreirista            | Uganda (atual) · Uganda               | m. 2008     | [ 11 ] |
| 13 de dezembro  | Zoltán Magyar             | ginasta                        | Hungria                               |             |        |
| 15 de dezembro  | András Sallay             | patinador artístico            | Hungria                               |             |        |

## Mortes
| Data            | Nome                    | Profissão            | Nacionalidade  | Observações | Ref |
| --------------- | ----------------------- | -------------------- | -------------- | ----------- | --- |
| 28 de fevereiro | Constance Wilson-Samuel | patinadora artística | Canadá         | n. 1908     |     |
| 28 de março     | Jim Thorpe              | atleta               | Estados Unidos | n. 1887     |     |
| 13 de dezembro  | Ethel Muckelt           | patinadora artística | Reino Unido    | n. 1885     |     |